# Dendromus kivu
Dendromus kivu är en däggdjursart som beskrevs av Thomas 1916. Dendromus kivu ingår i släktet Dendromus och familjen Nesomyidae. IUCN kategoriserar arten globalt som livskraftig. Inga underarter finns listade i Catalogue of Life.
Denna gnagare förekommer i Afrika i Uganda, Rwanda, Burundi och östra Kongo-Kinshasa. Arten vistas i bergstrakter mellan 1300 och 4000 meter över havet. Habitatet utgörs främst av fuktiga gräsmarker. Dendromus kivu hittas även i öppna skogar och i områden med bambu nära träskmarker. Dessutom besöks odlade regioner.
Populationen listas ofta som underart till Dendromus nyasae (utseende etc. beskrivs där).